# 야마가타 미술관
야마가타 미술관(山形美術館 야마가타비주쓰칸[*])은 일본 야마가타현 야마가타시에 있는 미술관이다.